# Pennisetum thulinii
Pennisetum thulinii är en gräsart som beskrevs av Sylvia Mabel Phillips. Pennisetum thulinii ingår i släktet borstgräs, och familjen gräs. Inga underarter finns listade i Catalogue of Life.